# Elektromechanica
Elektromechanica is een combinatie van elektrotechniek en mechanica. De elektromechanica richt zich op de interactie tussen elektrotechnische en mechanische eigenschappen en toepassingen. In dit vakgebied worden deze twee onderdelen als één geheel gezien.
Het vakgebied speelt een rol bij het ontwerpen van apparatuur. Daarbij zijn ook vormgeving, materiaalgebruik en meet- en regeltechniek belangrijk. De elektromechanica wordt onder meer toegepast bij elektrische apparatuur, opwekking van elektriciteit, aandrijvingen, procestechnologie, onderhoudstechnologie en klimaatbeheersing. Het vakgebied omvat ook thermodynamica, elektriciteitsleer, pneumatica en hydraulica. Door het groeiende gebruik van micro-elektronica wordt elektronica ook steeds belangrijker voor dit vakgebied.

## Terugdringen van elektromechanische apparaten
Sinds de opkomst van de micro-elektronica zijn veel elektromechanische apparaten weer verdwenen of worden minder gebruikt. Voorbeelden daarvan zijn:
- Oudere televisietoestellen en beeldschermen die gebaseerd zijn op kathodestraalbuizen. Platte schermen namen nu hun plaats in.
- Elektrische typemachines.
- Klokken.
- Relais.